# 國際開放標準組織
國際開放標準組織（英語：The Open Group，縮寫為），又譯為國際標準化組織，以制定電腦架構的共通標準為目的而成立的國際性非營利組織，在英國登記註冊。在1996年，由 X/Open 與開放軟件基金會（Open Software Foundation）合組而成，擁有Unix的商標權，并且制定和發布單一UNIX規範（Single UNIX Specification）。
该组织拥有超过900个会员，提供策略、管理、创新、研究、标准、认证和测试开发等服务。

## 規範
- ArchiMate 企業級架構描述語言。

## 外部連結
- The Open Group官方網站